# Fritschlach
Das Naturschutzgebiet Fritschlach ist ein Naturschutzgebiet im Karlsruher Stadtteil Daxlanden.

## Lage und Umfang
Das Naturschutzgebiet hat eine Größe von etwa 86,83 ha und eine hufeisenförmige Form. Es befindet sich im Karlsruher Süden im Stadtteil Daxlanden. Als Teil einer ehemaligen Flussschlinge des Rheins umfasst es den Saumsee sowie Teile des Flusses Alter Federbach. Im Osten grenzt es sich vom Hochgestaderand ab. Wasser wird dem Gebiet sowohl durch Niederschläge als auch durch den Alten Federbach zugeführt.
Das Gebiet ist sowohl EU-Vogelschutzgebiet (Rheinniederung Elchesheim – Karlsruhe) als auch FFH-Gebiet (Rheinniederung zwischen Wintersdorf und Karlsruhe) und somit Teil des Natura-2000-Netzwerks. Es wurde im Rahmen des LIFE-Projekts „Lebendige Rheinauen bei Karlsruhe“ geschaffen.

## Schutzzweck
Das Naturschutzgebiet dient dazu, die Altrheinaue zu erhalten. Dort finden sich Primärbiotope wie Schwimmblattgesellschaften, Röhricht und Hartholzauen. Des Weiteren befinden sich dort Sekundärbiotope der ehemaligen Ton- beziehungsweise Kiesgruben, Streuwiesen und angrenzenden trockenen Standorte. Diese beherbergen zahlreiche geschützte und gefährdete Pflanzen und Tiere.